# Rudolf Marwan-Schlosser
Rudolf Marwan-Schlosser (* 8. Mai 1914 in Košťany; † 26. Juli 1993 in Wiener Neustadt) war ein österreichischer Politiker (ÖVP) und Baustoffhändler. Marwan-Schlosser war von 1954 bis 1962 Abgeordneter zum Landtag von Niederösterreich und von 1962 bis 1979 Abgeordneter zum Nationalrat.
Marwan-Schlosser lebte ab 1916 in Wiener Neustadt und besuchte die Realschule, welche er mit der Matura abschloss. Marwan-Schlosser trat 1933 in den Dienst des Bundesheers und wurde Berufsoffizier. Marwan-Schlosser war ab 1937 Leutnant und diente zwischen 1939 und 1945 im Zweiten Weltkrieg, wobei er zuletzt Major im Generalstab der deutschen Wehrmacht war. Ab 1949 war beruflich er beruflich als Baustoffhändler in Wiener Neustadt tätig, zudem wurde er als Reserveoffizier 1968 Major des Generalstabes der Reserve. Er engagierte sich zudem zunehmend in der Politik und wurde 1952 Bezirksobmann des Wirtschaftsbundes. Ab 1955 war Marwan-Schlosser Gemeinderat in Wiener Neustadt, ab 1956 Stadtrat sowie von 1962 bis 1980 erneut Gemeinderat. Er vertrat die ÖVP vom 10. November 1954 bis zum 3. Dezember 1962 im Niederösterreichischen Landtag und war danach vom 14. Dezember 1962 bis zum 4. Juni 1979 Abgeordneter zum Nationalrat. Zudem war er von 1956 bis 1983 Präsident des Niederösterreichischen Aeroclubs und von 1962 bis 1976 ÖVP-Bezirksparteiobmann.

## Publikationen
- Kasernen, Soldaten, Ereignisse. Kasernen und militärische Einrichtungen in Wiener Neustadt, Bad Fischau, Wöllersdorf, Katzelsdorf, Felixdorf – Grossmittel – Blumau. Umschlagentwurf: Fritz Holoubek, Weilburg-Verlag, Wiener Neustadt 1983, ISBN 3-900100098.